# Charles-Antoine de Rouvre
 (février 2014).
Si vous disposez d'ouvrages ou d'articles de référence ou si vous connaissez des sites web de qualité traitant du thème abordé ici, merci de compléter l'article en donnant les références utiles à sa vérifiabilité et en les liant à la section « Notes et références ».
Charles-Antoine de Rouvre, né le 1er octobre 1968 à Paris, est un  réalisateur et producteur français principalement dans le domaine du documentaire.

## Biographie
Après avoir été journaliste à TF1 à Paris puis à Londres, Charles-Antoine de Rouvre est depuis 2001 auteur et réalisateur de télévision principalement dans le domaine du documentaire. 
Du carnet de voyage au récit animalier en passant par le film scientifique, il compte aujourd’hui plus de 100 heures de documentaires à son actif, écrites ou réalisées pour les chaînes françaises et internationales, seules ou coréalisées avec Jérôme Scemla. 
Il a également créé et animé de 1995 à 2000 sa propre société de production de documentaires, magazines et programmes courts Vingt3heures ; a rejoint brièvement Marathon Productions en 2006 pour s'occuper temporairement de la production documentaire ; a été président de la Commission sélective du COSIP au CNC de mai 2007 à avril 2009. Il a aussi créé et animé de 1999 à 2001, Omnitoo, société de production de contenus web, et dirigé jusqu’en 2003 les Webproducteurs, association française des producteurs de contenus web. Il participe depuis à l'activité de Bing Bang Productions.

## Filmographie

### Documentaires
- HomoTouristicus (90 minutes, Planète+)[1],[2]
- Les inconnus des grands fonds (26 minutes, France 3) [3]
- Un serpent sous la mer (26 & 52 minutes, France 3)[4]
- La France entre ciel et mer (90 minutes - ARTE) le premier film en relief tourné entièrement en hélicoptère[5],[6]
- Un train peut en cacher un autre (4x52 minutes & 1x90 minutes, Planète +) [2]
- Bienvenue dans le Nanomonde (4x52 minutes - France 5, RTBF, TSR, SVT, TFO)
- Carnets de voyage (plusieurs 52 minutes - France 5 - Arte - Voyage)[7],
- Génération sans nom (52 minutes - Vivolta)
- Les films du Président (52 minutes - TCM)[8],
- Le loup d’Abyssinie (52 minutes - Animal Planet)
- Les petits matins du Monde (16 x 13 minutes – France 5)[9].
- Un monde fétiche (52 minutes, France 3)[2]
- 24H/24 – 7J/7 (52 minutes, Planète)
- Le Premier Homme (50 minutes, M6, 2017)

### Fictions
En fiction, il a débuté comme assistant réalisateur aux côtés d’Édouard Molinaro, Gavin Millar ou de Josée Dayan. Il a ensuite travaillé comme directeur d’écriture sur des unitaires comme Nicolas et le pays des âmes (90 minutes France 3 - Pampa Productions) puis a écrit ou co-écrit plusieurs scénarios comme Le Voyage de Louisa, finaliste FIPA 2004 prix de la révélation (90 minutes France 2 - Pampa Productions) ou Dazaï (réalisation Virginie Thévenet - Paris-Eiga co), Le Marquis (réalisation Gilles Paquet - Hugo FIlms). Il a également réalisé plusieurs courts-métrages.

### Courts métrages
- Irénée. Fiction
- Les Aventures de Mr A. Animation

## Divers
Membre de l'Accademia di Gagliato delle Nanoscienze.

## Distinctions
- Trophée du 1er scénario du CNC pour Des Soviets dans les tranchées
- Grand Prix audiovisuel du Festival de Biarritz en 1998 comme producteur du film To Bib or not to Bib[13].
- Prix de l’enquête scientifique au festival d’Angers 2009
- Silver Dragon Award du CISEP
- Prix Roberval 2010[14] pour la série Bienvenue dans le Nanomonde.